# Ахелис, Томас

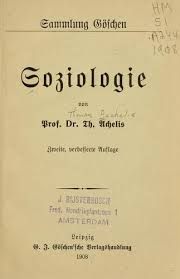
"Социология" Т. Ахелиса. 1908 г

Томас Людвиг Бернгард Ахелис (нем.  Thomas Achelis; 17 июня 1850, Бремен — 17 июня 1909, Капри) — немецкий писатель
, публицист, этнолог, социолог, религиовед, педагог профессор, доктор наук.

## Биография
Изучал философию и филологию в университете Гёттингена, позже посвятил себя преподаванию и в конце концов занял должность директора гимназии в Бремене.
Активно занимался этнологией, социологией, сравнительным религиоведением, автор многочисленных трудов по педагогике и философии. Его трактат Moderne Völkerkunde (1896) описывает результат предыдущих работ с изложением исторического развития этнологии с последующим тщательным анализом этнологических знаний своего времени и их отношения с другими науками.
Автор трудов об истории развития религиозных и моральных концепций с учетом антропологии, предыстории, сравнительного правоведения, этнологии, психологии, философии языка, языкознания и литературы.
В 1897 году основал, а затем в течение нескольких лет руководил журналом Архив религиоведения ( "Archiv für Religionswissenschaft").
Также был одним из авторов «Всеобщей истории Гельмгольда» и «Антропофитии» .

## Избранные труды
- «Entwickelung der modernen Ethnologie» (Берлин, 1888);
- «Entwicklung der Ehe» (1893);
- «Vergleichende Religionswissenschaft» (1893);
- «Fr. Nietzsche» (1895);
- «Vergl. Rechtswissenschaft» (1896);
- «Moderne Völkerkunde» (1896);
- «Ethik» (1898);
- «Sociologie» (1899);
- «Wandlungen der Pädagogik» (1901).